# Verbrennungskommando Warschau

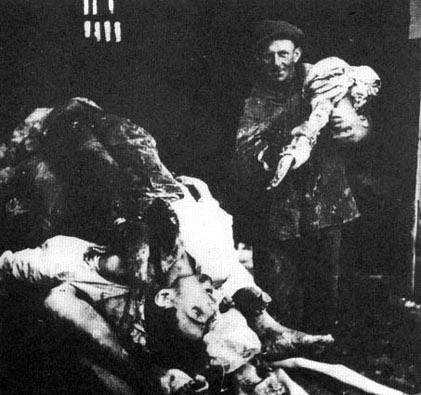
Prisonnier polonais du Verbrennungskommando entassant des cadavres après le massacre de Wola à Varsovie, photographié par un officier SS, en 1944.

Verbrennungskommando Warschau est une unité d'environ 40 000 à 50 000 civils polonais destinés au travail forcé, formée par les SS à la suite du massacre de Wola au début de l'insurrection de Varsovie de 1944.
Le but du Verbrennungskommando était d'éliminer les preuves de la campagne des meurtres de masse dans toute la ville s'étant déroulée pendant le soulèvement, en rassemblant les cadavres en grands tas, puis en les brûlant dans des bûchers à ciel ouvert, dans les rues Elektoralna et Chłodna, entre autres. L'escouade était directement subordonnée au SS-Obersturmführer Hans-Hendrik Neumann. L'unité était également destinée à la dissolution par l'exécution de ses membres après l'achèvement de leurs tâches.